# Таїб I
Таїб (Табл) I (*араб. الطيب; д/н — 1592) — 7-й макк (султан) Сеннару в 1588—1592 роках.

## Життєпис
Походив з династії Фундж. Син макка Абд аль-Кадіра I. За часів панування свого стриєчного брата Дакіна мав значну підтримку серед шейхів кочових племен. В результаті отримав володіння на півдні держави, ставши напівнезалежним. Для забезпечення безпеки для свого сина Даури з боку Таїба, макк оженив останнього на своїй доньці.
У 1586 році після смерті Дакіна вступив у союз з Аджібом аль-Манджилаком, шейхом арабського племені абдалабі, що мав володіння в Нижній Нубії. У 1588 році Таїб спільно з Аджібом повстав проти макка Даури, якого повалив, ставши новим володарем держави.
У 1589 році уклав мирний договір з османським диваном щодо встановлення кордону між державами на рівні Третього катаракту. Зберігав союз із Ефіопією, оскільки загроза османів зберігалася. Впроваджував норми ісламського права з законодавства султанату Помер 1592 року. Йому спадкував син Унсал I.